# Jan Sokołowski (malarz)
Jan Seweryn Sokołowski (ur. 28 sierpnia 1904 we Lwowie, zm. 2 grudnia 1953 w Warszawie) – polski malarz, taternik, tworzył polichromie na odbudowanych po wojnie dzielnicach Warszawy, przy trasie W-Z oraz na rynku Starego Miasta, profesor ASP w Warszawie.

## Życiorys

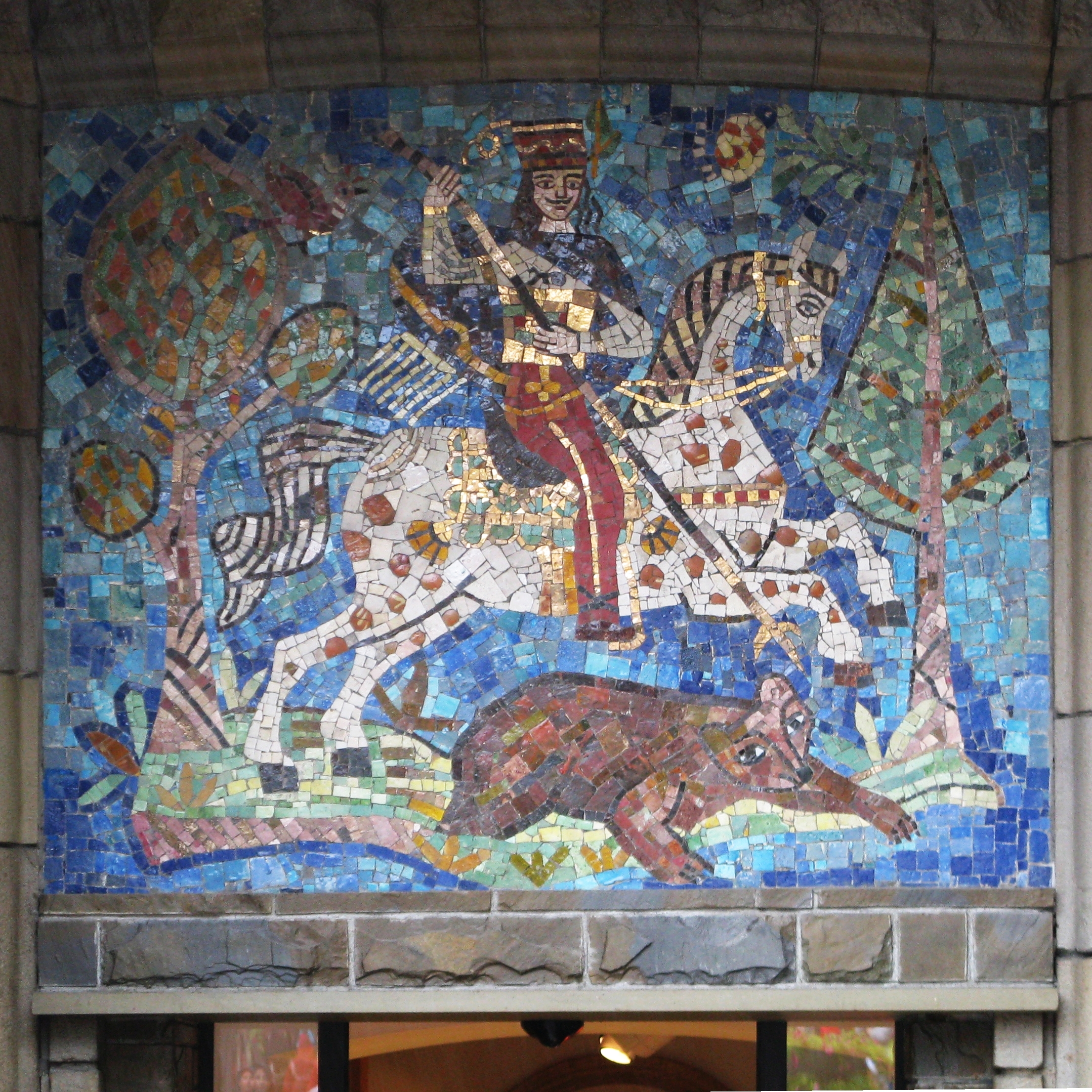
Mozaika autorstwa Jana Sokołowskiego na dawnym hotelu Giewont w Zakopanem

Syn zasłużonego dla leśnictwa polskiego profesora Stanisława Sokołowskiego oraz zakopianki Agnieszki z Walczaków (1866–1951), brat Mariana, Adama, Stanisława, Witolda i Zofii. Dzieciństwo spędził w Zakopenem, w Willi Ornak. Już w dzieciństwie Janek wykazywał talent i zamiłowanie do malarstwa, muzyki oraz techniki. Był dzieckiem pełnym energii, wytrwałości i dokładności, co przejawiało się w realizacji jego dziecięcych pomysłów. Jako mały chłopiec potrafił na przykład zainstalować działający alarm między piętrami, stworzyć aparat fotograficzny lub skrzypce, na których grał, posiadając absolutny słuch. Śpiewał chętnie, a na cytrze, gitarze i fortepianie grał intuicyjnie, bez znajomości nut i bez nauczyciela. Mając 15 lat, zorganizował w domu swoją pierwszą wystawę malarską, prezentując pejzaże, portrety rodziny i znajomych, a także obrazy malowane na tekturze.
Do gimnazjum chodził w Zakopanem, gdzie zdał maturę w 1923 roku. Z powodu niechęci rodziców dla malarstwa rozpoczął studia na wydziale historii sztuki Uniwersytetu Jagielońskiego. Jednocześnie zapisał się na zajęcia z malarstwa do profesora Felicjana Kowarskiego w Akademii Sztuk Pięknych. Po roku porzucił studia poświęcając się całkowicie malarstwu. W czasie nauki na akademii wraz z Leonardem Pękalskim brał udział w pracach na Wawelu, przy malowidłach w kościele w Szczepanowie. Dwukrotnie pracował na Jasnej Górze. W 1927 przy rekonstrukcji fresków w kaplicy oraz w 1930 przy polichromii kaplicy w kruchcie.

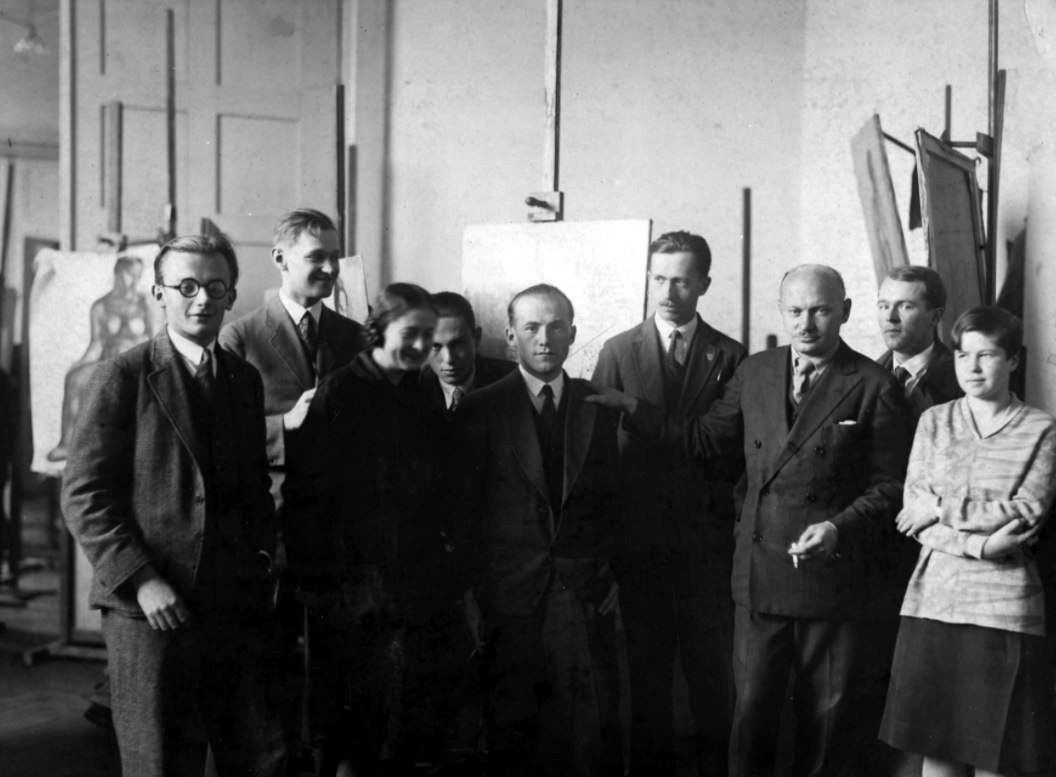
asystent Jan Sokołowski wraz z profesorem Kowarskim. Na zdjęciu znajdują się też Juliusz Studnicki, NN, Maria Szulczewska de Regibus, Marek Żuławski, Michał Siemiradzki, Jan Wodyński oraz Maria Rużycka

Po zakończeniu nauki na Akademii Krakowskiej i otrzymaniu dyplomu (z oceną celującą) przeniósł się wraz z Kowarskim do Akademii Warszawskiej jako starszy asystent. Zamieszkał przy ulicy Chmielnej. W domu, w którym zamieszkał, przyległe pracownie zajmowali jego koledzy: Adam Kossowski, Wacław Taranczewski, Karol Larisch oraz Mieczysław Ruszkowski. Przez pewien czas przebywał tam również Juliusz Dudnicki. Na Chmielnej często pojawiali się również inni twórcy i artyści: Ludwik Pękalski, Kazimierz Łada, Józef Studnicki, Jerzy Wodyński, Kazimierz Tomorowicz, Maria Różycka, Stanisław Siemiradzki, Henryk Polański oraz Marian Jaeschke. Właśnie tutaj powstała grupa Pryzmat.
W Warszawie Sokołowski dalej współpracował z Kowarskim. Wspólnie zdobyli najwyższe wyróżnienia w różnych konkursach: za projekt polichromii w katedrze w Chełmie, polichromię w sali Kawalerii na Wawelu, mozaikę w hali dworca głównego w Warszawie, a także w zamkniętym konkursie na plafon w rotundzie pawilonu polskiego na Międzynarodowej Wystawie w Paryżu w 1937 roku. Po realizacji, ich dzieło zostało uhonorowane złotym medalem. Brał udział we wszystkich wystawach i salonach organizowanych przez Instytut Propagandy Sztuki, gdzie w 1938 roku nagrodzono jeden z jego pejzaży przedstawiających Krasiczyn (po wojnie obraz zaginął). Lata 1930-1939 stanowiły w życiu Sokołowskiego czas intensywnego rozwoju artystycznego, charakteryzującego się młodzieńczą energią i licznymi sukcesami w życiu osobistym. W roku 1937 po raz kolejny wyjechał z Kowarskim do Paryża gdzie malowali plafon na wystawę światową. Otrzymali za to złoty medal.    
Sokołowski, wyczerpany intensywną pracą przy konkursach na polichromie, udał się na plener malarski do Krasiczyna, gdzie powrócił do malowania pejzaży. W tym okresie powstało kilka istotnych dzieł, w tym nagrodzony obraz „Krasiczyn” oraz zaginione kompozycje takie jak „Zamek krasiczyński”, „Krajobraz z promem”, „Krajobraz z weneckami” i dwa inne pejzaże, które przetrwały i zostały zaprezentowane na wystawie zbiorowej w 1954 roku. W tamtym czasie tematyka twórczości Sokołowskiego obejmowała głównie pejzaże oraz portrety, z rzadka podejmował martwą naturę czy kompozycje. Szczególne zainteresowanie pejzażem wynikało częściowo z inspiracji Kowarskim, który w swoich rozważaniach podkreślał piękno polskiego krajobrazu, łącząc je z emocjonalnym przeżyciem.    
Po powrocie do Warszawy z wrześniowej tułaczki ww wrześniu 1939 roku, Sokołowski od razu przystąpił do pracy. Wraz z Leonardem Pękalikiem, z którym łączyła go długoletnia współpraca udał się do Wilanowa, gdzie zajmował się odnawianiem i konserwacją plafonów w tamtejszym pałacu. Choć praca ta nie była szczególnie twórcza, stanowiła dla artysty okazję do zdobycia cennych doświadczeń. Równocześnie malował pejzaże okolic Wilanowa. W późniejszych latach pracował w Muzeum Miejskim na Starym Mieście w Warszawie, w domu Baryczków oraz przy malowidłach olejnych w Grójcu W roku 1942 wyjechał do Zakopanego, gdzie zafascynowany sztuką ludową, często odwiedzał Muzeum Tatrzańskie, gdzie studiował malarstwo na szkle, analizując zasady ornamentyki oraz prostotę form regionalnych artystów. Sam również podjął próby tworzenia dzieł w duchu tradycji, wykorzystując stare szkło i wiernie naśladując techniki podhalańskich twórców, co pozwoliło mu osiągnąć autentyczny efekt, trudny do odróżnienia od oryginałów. Wieść o pobycie Sokołowskiego szybko dotarła do grupy miejscowych architektów, takich jak Jerzy Mokrzyński, Marian Sulikowski, Juliusz Żórawski, a także historyk sztuki Kazimierz Malinowski. Regularne spotkania z nimi zaowocowały intensywnymi dyskusjami na temat architektury i urbanistyki, w trakcie których Sokołowski ujawniał swoje wyczucie przestrzeni i rozległą wiedzę. W wyniku tej współpracy powstały m.in. panneau w sklepie na Krupówkach, graffiti w kawiarniach „Arkadia” i „Warta” oraz mozaika nad portalem budowanego hotelu „Trzaska”, przedstawiająca zbójnika polującego konno na niedźwiedzia. Dodatkowo Sokołowski wykonał temperowe malowidła w willi „Zychoniówka” oraz w Banku Podhalańskim. Malował także stropy wnętrz na Krupówkach, projektował wzory na drewno wypalane oraz na kaflowe piece. Wszystkie te dzieła, w tym przedstawienia zbójników, pasterzy i górali, cechowały się humorem i pogodą ducha, które były odzwierciedleniem charakteru artysty. W tworzeniu tych prac emocjonalne wsparcie zapewniała matka Sokołowskiego, która od czasu do czasu odwiedzała jego pracownię, wnosząc swoje sugestie i korekty.     
W latach tych Sokołowski wielokrotnie powracał do problematyki pejzażu tatrzańskiego. Zainspirowany tradycją malarzy takich jak Gerson, Witkiewicz czy Eliasz Radzikowski, Sokołowski zaczął intensywnie tworzyć z natury. Jego prace, takie jak „Widok na Suchy Żleb”, „Krokusy”, „Czarny Staw”, „Hala Gąsienicowa” czy „Jaworzynka”, choć nie należały do najwybitniejszych, stanowiły ważny etap w poszukiwaniu nowego języka malarskiego dla pejzażu górskiego.    
W zimie 1945 roku, krótko po wkroczeniu Armii Radzieckiej do Zakopanego, powołano tam ekspozyturę Związku Artystów Plastyków oraz zorganizowano wystawę, w której Sokołowski wziął udział. Prezentował m.in. „Portret dr Piotrowskiej” oraz cykl pejzaży tatrzańskich, które zrobiły silne wrażenie na publiczności, znającej artystę głównie z malarstwa dekoracyjnego. W swoich obrazach Sokołowski stworzył malarski poemat, odzwierciedlający piękno rodzimej ziemi, a jako portrecista ukazał wrażliwość i głębię w przedstawieniu człowieka, czego przykładem był subtelny wizerunek dr Piotrowskiej.    
W okresie okupacji powstały także inne znaczące portrety artysty, m.in. „Portret żony” i „Portret ojca” (1941) oraz „Hania”. Po wojnie Sokołowski powracał do portretu w momentach osobistego liryzmu lub gdy chciał szybko uchwycić inspirujący motyw, czego przykładem były „Portret Marysi” (1947), „Akt z kwiatami” (1947) czy szkice portretowe syna (1946).
W Warszawie wiosną 1945 roku, na wystawie „Ruiny Warszawy” w Muzeum Narodowym, Sokołowski zdobył nagrodę Prezesa Rady Ministrów za rysunek „Plac Teatralny”. W 1946 roku na Salonie Wiosennym Związku Polskich Artystów Plastyków zaprezentował „Pejzaż z Olczy”, który zwrócił uwagę krytyków swoją głębią i barwną harmonią. Janusz Bogucki w recenzji zauważył, że obraz wyróżniał się intensywnością emocjonalną oraz ukazywał nie tylko problematykę malarską, lecz także wrażliwe, humanistyczne spojrzenie na świat.    
W 1946 sam został profesorem w warszawskiej ASP. Po objęciu funkcji profesora na Akademii Sztuk Pięknych w Warszawie, Sokołowski został kierownikiem katedry malarstwa. Z powodu pogarszającego się stanu zdrowia profesora Kowarskiego, powierzono mu również opiekę nad jego studentami, co pozwoliło Sokołowskiemu prowadzić dwie pracownie równocześnie. Jego talent pedagogiczny i zdolności organizacyjne umożliwiły mu rozwijanie pracy dydaktycznej zgodnie z tradycjami szkoły Kowarskiego. System pracy oparty był na akademickiej dokładności, szacunku dla praw natury, konsekwencji w realizacji artystycznych koncepcji oraz uwadze skierowanej na indywidualne predyspozycje studentów. Szczególny nacisk kładziono na rozwijanie wrażliwości artystycznej i umiejętności rysunkowych.    
Jego podejście zdobyło uznanie i sympatię studentów, którzy w większości byli osobami utalentowanymi. Wielu z nich, po ukończeniu akademii, rozpoczęło obiecującą działalność artystyczną, kontynuując tradycje wyznaczone przez Sokołowskiego. Poza malarstwem sztalugowym i rysunkiem, zajmowali się także malarstwem monumentalnym, tworząc grupę młodych plastyków o wyrazistym artystycznym obliczu.    
W listopadzie 1946 roku, dzięki stypendium Ministerstwa Kultury i Sztuki oraz delegacji Akademii, Sokołowski wyjechał do Francji, Anglii i Belgii, aby poszerzyć wiedzę artystyczną i pedagogiczną. W Paryżu odwiedził liczne galerie, w tym wystawę Van Gogha oraz UNESCO, które ukazywały różnorodność problemów artystycznych w międzynarodowym kontekście. Duże wrażenie wywarło na nim Muzeum w Palais de Chaillot, gdzie podziwiał kopie fresków i elementów architektonicznych, a także prace profesora Unterstallera.    
Podczas pobytu w Anglii zwiedził National Gallery, Tate Gallery i wystawę King Pictures, która prezentowała arcydzieła mistrzów takich jak Vermeer, Rembrandt, Tintoretto czy Tycjan. W Szkocji odwiedził galerie w Glasgow i Edynburgu, w tym zamkniętą wówczas Burrell Collection. Po powrocie do Francji kontynuował zwiedzanie galerii, takich jak Galerie Charpentier, gdzie podziwiał rysunki Corota, Lorraine’a, Ingresa i Poussina, oraz Galerie Bac z kopiami dzieł Delacroix, Goyi, Tycjana i innych mistrzów. Podróż zakończył w Belgii, odwiedzając Antwerpię i Brukselę, po czym powrócił do Warszawy, wzbogacony o nowe doświadczenia i inspiracje artystyczne. W chwili wyjazdu był już dojrzałym malarzem, o ugruntowanych poglądach i znaczącym dorobku artystycznym. Powrócił do Polski wzbogacony o nowe doświadczenia, spostrzeżenia oraz kontakty ze światowym malarstwem, co utwierdziło go w obranej drodze artystycznej.    
Latem 1948 roku prowadził plener malarski w Suffczynie, gdzie tworzył głównie liryczne pejzaże o niewielkim formacie. Wiosną 1949 roku, na zaproszenie architektów Jana Staniszkisa i Mariana Filipowicza, przystąpił do prac nad monumentalnym panneau pt. Wybrzeże na Wystawę Ziem Odzyskanych we Wrocławiu. W realizacji projektu towarzyszyła mu Zofia Kowalska, która od tego momentu stała się współautorką większości jego polichromii. Dzieło, wykonane na gruntowanych deskach, nawiązywało stylistycznie do zakopiańskich malowideł ściennych, odznaczając się subtelną kolorystyką i dekoracyjnością, które zostały wysoko ocenione przez krytyków.    
Letnie miesiące 1949 roku spędził w Podgórzynie, gdzie doświadczył intensywnego okresu twórczego. Malował w plenerze przez długie godziny, zachwycony nowym krajobrazem, który wyróżniał się ostrością światła, intensywnością kolorów i unikalnym ukształtowaniem terenu. Te doświadczenia wpłynęły na ewolucję jego stylu – forma i kolor nabrały konkretniejszego wyrazu, a kontrasty barwne stały się bardziej wyraziste.
Jesienią tego samego roku powrócił do pracy nad panneau dekoracyjnym pt. Wisła dla wystawy „Pologne 1948”. Kompozycja ta, osadzona na surowych deskach i inspirowana ludową sztuką prymitywną, odznaczała się narracyjnością i atrakcyjnością kolorystyczną, doskonale spełniając funkcje propagandowe.
Śmierć profesora Kowarskiego wstrząsnęła artystą, który wkrótce po tym wyjechał do Paryża z zamiarem stworzenia portretu zmarłego mistrza. Po powrocie objął nowo utworzoną katedrę mozaiki i malarstwa ściennego oraz rozpoczął prace nad plafonem w Teatrze Wojska Polskiego, mozaikami i sgraffitami na Trasie W-Z, a także obrazem Muzykanci. Ten ostatni, wraz z kompozycją Młyn, zaprezentowano na I Ogólnopolskiej Wystawie Plastyki, gdzie ujawniły się nowe tendencje w jego malarstwie – większa lapidarność form, wyrazistość kolorów i monumentalność kompozycji, podkreślająca emocjonalne napięcie dzieł.
Zima i wczesna wiosna 1949 roku upłynęły pod znakiem intensywnych prac projektowych oraz organizacji nowo powstałej katedry w Akademii.
W ramach działań realizowanych w Pałacu Pod Blachą, we współpracy z Zofią Kowalską, stworzył szereg projektów malarskich przeznaczonych dla architektów trasy. W tym okresie powstały między innymi projekty sgraffita Rybaki, zegara oraz fontanny na Rynku Mariensztackim, a także ogólna koncepcja kolorystyki akcentów na MDM, która jednak nie została zrealizowana. Wspólnie opracowano również kartony plafonu dla Teatru Wojska Polskiego, odbudowywanego pod kierunkiem prof. Romualda Gutta.    
Sokołowski, pomimo zaangażowania w pracę  dbał też o rozwój pracowni malarstwa ściennego w Akademii. Dzięki jego inicjatywie pracownia została wyposażona w piece ceramiczne oraz zaawansowane narzędzia techniczne, niezbędne do realizacji dużych kartonów i malarstwa ściennego.
Dwa lata później Sokołowski powrócił na Wydział Malarstwa, gdzie znów przyciągnął studentów do swojej pracowni. Mimo że zajmowała się ona głównie kształceniem studentów trzeciego, czwartego i piątego roku, profesor zachęcał ich do podejmowania zadań z zakresu malarstwa monumentalnego, co skutkowało prezentacją licznych projektów na wystawach dorocznych. Niestety, formalne przekształcenie pracowni w katedrę malarstwa ściennego nie doszło do skutku, mimo wielkich zasług Sokołowskiego w tej dziedzinie.
Wiosną 1950 roku pracował nad mozaiką przygotowaną na Międzynarodowe Targi w Poznaniu. Wczesną wiosną 1951 roku w pracowni „Pod Blachą” Sokołowski pracował nad panneau dekoracyjnym do holu polskiego pawilonu na Międzynarodowe Targi w Pradze. Tematem dzieła była manifestacja pokoju. Po ukończeniu polichromii czytelni w Klubie Międzynarodowej Książki i Prasy wyjechał na plener malarski do Serocka, gdzie stworzył kilkanaście pejzaży. Po powrocie do Warszawy pracował nad plafonem dla Klubu Ministerstwa Spraw Zagranicznych oraz obrazem „Koń Naparstka”, który miał być wystawiony na II Ogólnopolskiej Wystawie Plastyki w Zachęcie. Za ten obraz artysta otrzymał III nagrodę państwową. Informację o wyróżnieniu otrzymał w czasie pobytu w szpitalu, dokąd trafił po poważnym pogorszeniu stanu zdrowia w grudniu 1951 roku.
W 1952 roku Stowarzyszenie Architektów Polskich (SARP) we współpracy ze Związkiem Polskich Artystów Plastyków (ZPAP) zorganizowało konkurs na projekt dwóch stacji metra w Warszawie. Sokołowski, zaproszony przez ZPAP, został kierownikiem zespołu, który miał zaprojektować stację przy ulicy Targowej, poświęconą tematowi „Oswobodzenia przez Armię Radziecką”. W skład zespołu weszli także Zofia Kowalska, Jerzy Kowarski i Jerzy Staniszkis. Zaprojektowane wnętrze stacji zostało utrzymane w kolorystyce czerni i srebra, z akcentem czerwieni. Lekko wklęsły sufit pokryto srebrzystą mozaiką, a kompozycja przestrzenna cechowała się wyrazistą konstrukcją. Projekt ten zdobył II nagrodę (I nagrody nie przyznano). Należy jednak podkreślić, że projekt ten nie został zrealizowany, a budowa metra w Warszawie rozpoczęła się dopiero w latach 80. XX wieku.
Podczas pleneru w Chmielnie artysta rozpoczął przygotowania do cyklu malarskiego pt. Epos góralski, przedstawiającego życie mieszkańców Tatr. Planował ukazać postaci górali, taterników, a także sceny wspinaczkowe. Jednym z rozpoczętych obrazów był Pagóry Tatrzańskie. W 1952 roku Sokołowski zaprezentował na III Ogólnopolskiej Wystawie Plastyków obraz Szymanowski wśród górali. Oprócz portretu Szymanowskiego i rozpoczętego „Pegaz Tatrzański” powstał również obraz „Portret Joli”, przedstawiający postać kobiecą naturalnej wielkości w czerwonej sukni, trzymającą gitarę. Jednym z kluczowych osiągnięć artystycznych była rekonstrukcja Rynku Starego Miasta w Warszawie. Sukces ten był wynikiem pracy zespołowej architektów, malarzy i rzeźbiarzy, a jednocześnie przełomowym krokiem w integracji różnych dziedzin sztuki. Podczas tworzenia międzywojennej polichromii rynku artyści realizowali swoje koncepcje indywidualnie, każdą elewację traktując jako odrębną kompozycję. Natomiast w 1953 roku opracowano spójny projekt obejmujący cztery pierzeje rynku. Sokołowski, jako główny projektant i koordynator, miał za zadanie zarówno realizację dwóch elewacji, jak i nadzór nad całym zespołem twórców. Dzięki jego determinacji i pasji polichromia Rynku Starego Miasta stała się wzorem dla przyszłych pokoleń.
Był to moment przełomowy, który podważył uprzedzenia wobec malarstwa ściennego, głoszone przez Kowarskiego. Za swój wkład w projekt Sokołowski 22 lipca 1953 został wyróżniony Krzyżem Kawalerskim Orderu Odrodzenia Polski. W 1953 otrzymał nagrodę państwową II stopnia. Było to dla niego niezwykle ważne wyróżnienie, stanowiące uznanie jego artystycznej misji, którą konsekwentnie realizował przez całe życie.
W ramach prac nad rynkiem Sokołowski zaprojektował także „Dom Zodiaków”, który odzwierciedlał jego marzenie o architekturze zdobionej mozaiką.
Jesienią 1953 roku Sokołowski nadzorował wykonanie sgraffit i belek stropowych w sali schroniska na Hali Chochołowskiej. Była to jego ostatnia praca.
Po krótkim pobycie na plenerze malarskim w Sandomierzu zmuszony był powrócić na leczenie do Warszawy. Został wysłany do Szwecji, gdzie specjaliści mieli zastosować nowoczesne metody leczenia nowotworu. Po dwóch miesiącach cierpień zmarł w Warszawie 2 grudnia 1953 roku. Jego pogrzeb odbył się w Zakopanem na Cmentarzu Zasłużonych na Pęksowym Brzyzku (sektor L-I-2), a kondukt żałobny wyruszył z „Ornaku”, przy akompaniamencie orkiestry Jana Obrochty.

W roku 1954, już po śmierci artysty odbyła się wystawa jego prac, która okazała się wydarzeniem dużej wagi.    

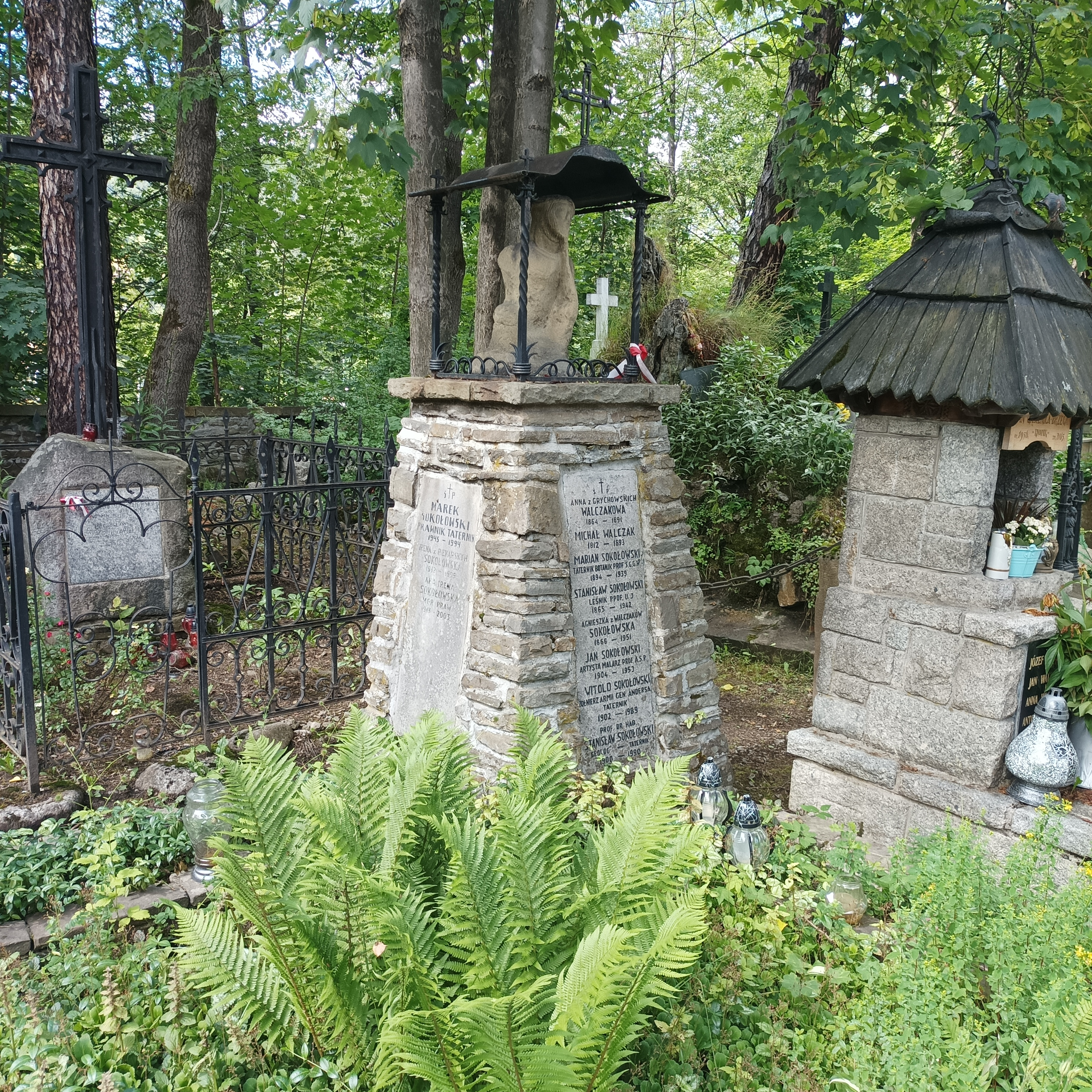
Grób Jana Sokołowskiego na Cmentarzu na Pęksowym Brzyzku

## Życie prywatne
W grudniu 1931 roku wziął ślub z Ireną z Piekarskich (1912–1999), uczennicą profesora Kowarskiego. W 1946 roku, w Ornaku, urodził się syn Sokołowskiego, również Jan.

## Prace
Malował przede wszystkim pejzaże oraz portrety. Znaczna część jego twórczości łączy się z Zakopanem i Tatrami. Są to pejzaże, m.in. Dolina Jaworzynki (1941) i cykl Krajobraz zakopiański (1943–44). Jego znanymi obrazami są także portret Karola Szymanowskiego (1952) i kompozycja figuralna Kostka Napierski z góralami (1951). Ponadto był twórcą mozaiki nad wejściem do restauracji hotelu „Giewont” w Zakopanem, a także polichromii wnętrza domu wczasowego „Halny” (dawna „Żychoniówka”). Wśród jego realizacji znalazły się m.in. sgraffita na elewacji budynku przy ulicy Bednarskiej, które tematycznie odbiegały od wcześniejszych prac wykonanych w Zakopanem i innych lokalizacjach.
W Warszawie stworzył zegar mozaikowy na Mariensztacie oraz plafon w Teatrze Narodowym. Kierował także pracami nad polichromią Rynku Starego Miasta.
Inne prace:
- Śniadanie
- Pejzaż z Czorsztyna
- Cyganek
- seria kobiecych portretów
- Pejzaż fantastyczny
- Krajobraz fantastyczny II
- Krajobraz z Krasiczyna
- Krasiczyn
- Zamek krosiczyński
- Krajobraz z promem
- Krajobraz z owieczkami

## Taternictwo
W latach 20. XX w. zaczął uprawiać taternictwo. Dokonał jednego z pierwszych powtórzeń przejścia północnej ściany Koziego Wierchu oraz pierwszego zimowego przejścia Orlich Turniczek i Buczynowych Czub w 1925 (z bratem Stanisławem).